# العفو الملكي في المغرب
العفو الملكي في المغرب هو حق سيادي مخول لعاهل البلاد بوثيقة الدستور المغربي الفصل 58.
يُمارس ملك المغرب حقه السيادي بالعفو عن المساجين والمحكومين من طرف المحاكم المغربية في المناسبات التالية:
- عيدين الفطر والأضحى
- عيد المولد النبوي
- عيد العرش
- عيد المسيرة الخضراء
- ذكرى ثورة الملك والشعب (20 غشت)
- عيد الاستقلال (18 نونبر)
- ذكرى 11 يناير 1944 (وثيقة المطالبة بالإستقلال)

## القانون التنظيمي
لا يوجد حتى اليوم ومنذ استقلال البلاد أي قانون تنظيمي يُؤطر حيثيات العفو والحد من الاستعمال اللا أخلاقي لهذا الحق الدستوري.
يتم تقنين العفو الملكي بالظهير الشريف رقم 387-57-1 الذي صدر في 21 فبراير 1958. وتم تعديله في بعض المحطات، إذ كان يحق في نسخته الأولى تحصين مشتبه بهم من المحاكمة حتى قبل المثول أمام القضاء.

## لجنة التحضير
يحدد الفصل التاسع من الظهير الشريف مكونات لجنة التحضير، إلا أن مستشاري البلاط الملكي لهم نفوذ في تحديد المعفوا عنهم ذون سند دستوري.[بحاجة لمصدر]

### لجنة الشؤون الجنائية والعفو
حسب القانون القضائي، لجنة الشؤون الجنائية والعفو هي المسؤول الأول عن تحديد لوائح من لهم الأحقية في الاستفادة من العفو الملكي بحيث هذه اللجنة هي التي من اختصاصها زيارة السجون والبحث في سوابق السجناء وتصرفاتهم حتى تستنتج على إثرها مجموعة من الخلاصات والاعتبارات على أساسها تقدم لائحة للعفو إلى الملك في الأعياد والمناسبات. هذه اللجنة تبقى ضعيفة الفعالية أمام نفوذ الديوان الملكي.

### أعضاء اللجنة
تتكون الشؤون الجنائية والعفو من:
- وزير العدل بصفته رئيسا.
- مدير الديوان الملكي.
- الرئيس الأول لمحكمة النقض.
- الوكيل العام لدى هذه المحكمة.
- مدير الشؤون الجنائية والعفو.
- مدير إدارة السجون
- ضابط عن الأركان العامة للقوات المسلحة الملكية يعينه وزير الدفاع إذا كان الأمر يتعلق بعقوبات أصدرتها المحكمة للقوات المسلحة، ويمكن أن ينوب عن كل هؤلاء ممثلا عن كل واحد منهم.

أما كتابة اللجنة فيتولاها موظف من وزارة العدل.

## قضية العفو عن مغتصب الأطفال
عرف المجتمع المغربي قضية العفو الملكي عن مغتصب الأطفال بعد أن عفى الملك عن 48 إسباني من بينهم مغتصب 11 طفل، ما أدى إلى استياء المجتمع المدني من هذا العفو، وعدم احترام مشاعر الضحايا. اضطر القصر على سحبه الإستثنائي للعفو.

## المجتمع المدني
ينقسم المجتمع المدني المغربي في سياق تمتيع الملك بحق العفو إلى قسمين:
- القسم الأول يطالب بإسقاط حق العفو عن السيادة الملكية لما يشوب عمليات العفو من اختلالات واستغلال للنفوذ والمحسوبية دون حق محاسبة الملك عن مقومات ونتائج حقه السيادي، حتى يشعر المواطنون بالمساوات أمام القانون.
- القسم الثاني يساند استمرار حق العفو لكن بقيود قانونية وأخلاقية مستندين في هذا الشق لما لحق العفو من إيجابيات في تصحيح المظالم. ويرون أن العفو عمل نبيل يدخل ضمن اختصاصات الملك الذي يجب أن يستفيد منه سجناء مغاربة وأجانب، لكن عملية الاختيار يجب أن تخضع لمقاييس أخلاقية وقضائية صارمة للغاية.

## أنواع العفو
عرف الأرشيف المغربي هذه الأنواع من العفو
- العفو مما تبقى من عقوبة الحبس أو السجن
- التخفيض من عقوبة الحبس أو السجن
- تحويل السجن المؤبد إلى المحدد
- العفو من العقوبة الحبسية أو مما تبقى
- العفو من العقوبة الحبسية مع إبقاء الغرامة
- العفو من عقوبتي الحبس والغرامة
- العفو من الغرامة لفائدة
- تحويل حكم الإعدام إلى مؤبد أو محدد

## أسئلة من الطابوهات
- هل يحق للملك العفو عن الحق العام فقط أم عن الحق الخاص أيضا؟
- هل يحق للملك العفو عن المحكومين من طرف محاكم أجنبية ويقضون العقوبة الحبسية في وطنهم الأم؟
- هل يحق للملك أن يعفو أو يخفف الحكم لفائدة شخص محدد أكثر من مرة
- هل يحق متابعة الملك قضائيا في حال ثبوت تورطه (المباشر أو غير مباشر) في حالة فساد بأستغلال العفو؟
- هل يحق لأي سلطة دستورية (حكومة، برلمان أو القضاء) أن تعترض عن قرار عفو الملكي؟
- في حالة ثبوت تلاعب في العفو، من هي الجهة التي تخول لها أحقية البحث وهل هناك محاكمة؟
- هل يحق البحث مع الديوان الملكي في قضايا الفساد العفوي؟

## مواضيع متعلقة
- الملكية في المغرب
- حقوق ملك المغرب الدستورية
- قضية العفو الملكي عن مغتصب الأطفال